# Йозуа Кімміх
Йо́зуа Кі́мміх (нім. Joshua Kimmich, нар. 8 лютого 1995, Роттвайль) — німецький футболіст, опорний півзахисник мюнхенської «Баварії» та збірної Німеччини.

## Клубна кар'єра

### Ранні роки
Кімміх почав грати у футбол в команді «ВФБ Безінген» в місті Безінген неподалік від рідного міста Роттвайля. У віці дванадцяти років приєднався до молодіжної команди «Штутгарта». Після проходження всіх вікових етапів, Кімміх грав за «швабів» у молодіжній Бундеслізі.

### «РБ Лейпциг»
Перед сезоном 2013/14 перейшов у клуб третьої ліги Німеччини РБ Лейпциг, підписавши контракт на два роки, який міг бути продовжений ще на два роки, якщо Штутгарт не використає опцію першочергового викупу футболіста назад по завершенні цього періоду.
Через травму Йозуа пропустив передсезонну підготовку і перші десять турів чемпіонату, але після закріпився в основному складі. Всього у «РБ Лейпциг» у своєму першому сезоні Кімміх зіграв у 26 матчах і забив 1 гол. У команді Кімміх дебютував 28 вересня 2013 року, замінивши Тьяго Рокенбаха на 55-й хвилині у матчі 11 туру проти «Унтергахінга», який закінчився з рахунком 2:2. Свій перший гол у професійній кар'єрі він забив 30 листопада 2013 року у матчі 18 туру проти «Саарбрюккена», який закінчився з рахунком 3:2. У всіх інших матчах, де він грав, був у стартовому складі і піднявся з командою в кінці сезону у Другу Бундеслігу.
У Другій Бундеслізі Кімміх дебютував 10 серпня 2014 року у матчі 2 туру проти «Мюнхена 1860», який закінчився з рахунком 3:0. Всього за сезон Йозуа зіграв у 27 матчах чемпіонату і забив 2 голи, а клуб зайняв високе 5 місце.

### «Баварія»

#### Сезон 2015-2016
2 січня 2015 року стало відомо, що влітку Кімміх стане гравцем «Баварії». 1 липня 2015 року Кімміх був викуплений назад «Штутгартом» і відразу проданий в «Баварію», з якою гравець підписав контракт на 5 років. 12 вересня 2015 року Йозуа дебютував у Бундеслізі в матчі 4-го туру,  вийшовши в компенсований час замість Філіппа Лама в домашній грі проти «Аугсбурга» (2:1). 16 вересня 2015 року Кімміх дебютував в Лізі чемпіонів, замінивши на 76 хвилині матчу проти грецького «Олімпіакоса» Хабі Алонсо.

#### Сезон 2016-2017
Брав участь у Суперкубку Німеччини з дортмундською «Боруссією». У матчі 1/32 фіналу Кубка Німеччини з «Карл Цейс» віддав гольовий пас на Матса Гуммельса. На 92 хвилині матчу з «Шальке» забив 2-й гол «Баварії». У матчі Ліги чемпіонів оформив дубль у ворота «Ростова». На 83 хвилині матчу з «Гамбургом» отримав жовту картку, а на 88 хвилині забив єдиний гол у матчі й приніс «Баварії» перемогу.

#### Сезон 2017-2018
В сезоні 2017/18 був одним з основних гравців у середині поля мюнхенської команди, взяв участь у 47 її матчах, включаючи 29 ігор Бундесліги, проте у фіналі кубку Німеччини «рекордмайстер» поступилися франкфуртському «Айнтрахту» майбутнього тренера мюнхенців Ніко Ковача з рахунком 3:1, а Йозуа віддав гольову передачу на єдиний м'яч Роберта Левандовського в тому матчі. У півфінальних матчах Ліги чемпіонів з мадридським «Реалом» Кімміх зміг забити і на Альянц Арені, і на Сантьяго Бернабеу, проте це все одно не допомогло його команді пройти далі: «ротен» поступилися в двоматчевому протистоянні з рахунком 3:4. Утретє поспіль став у складі «Баварії» чемпіоном Німеччини.

#### Сезон 2018-2019
Сезон 2018/19 почався для мюнхенського клубу з розгромної перемоги над «Айнтрахтом» у матчі за суперкубок Німеччини (5:0). Йозуа знову відзначився асистом у лобовій зустрічі з франкфуртцями. Загалом Кімміх провів у Бундеслізі всі 34 гри «від свистка до свсистка», зробив у них 14 асистів і відзначився забитими м'ячами у воротах «Ганновера 96» та «Вольфсбурга». Також на його рахунку 6 матчів та 2 асисти у переможному кубку Німеччини (у фіналі був обіграний «РБ Лейпциг» з рахунком 3:0, Кімміх віддав гольовий пас), а в Лізі чемпіонів провів усі 6 матчів групового етапу (2 асисти). В першому поєдинку 1/8 фіналу проти «Ліверпуля» на «Енфілді» (0:0) Йозуа отримав третю для себе жовту картку і був змушений пропустити матч-відповідь на Альянц Арені через дискваліфікацію, в якому «Баварія» програла 1:3. Чемпіонська гонка з Боруссією тривала до останнього туру, але мюнхенці не дали себе обійти в турнірній таблиці, обігравши вдома «Айнтрахт» Франкфурт 5:1 (Кімміх віддав асист).

## Виступи за збірні
2011 року дебютував у складі юнацької збірної Німеччини, взяв участь у 16 іграх на юнацькому рівні, відзначившись одним забитим голом.
З 2014 року залучався до складу молодіжної збірної Німеччини. У її складі був учасником молодіжного Євро-2015, де дійшов з командою до півфіналу турніру. Всього на молодіжному рівні зіграв у 14 офіційних матчах, забив 2 голи.
Наприкінці травня 2016 року дебютував в офіційних матчах у складі національної збірної Німеччини. Після лише однієї товариської гри за збірну був включений до її заявки на тогорічний чемпіонат Європи. На континентальній першості дебютував в останній грі групового етапу, згодом виходив у стартовому складі збірної у всіх матчах плей-оф.
У складі збірної був учасником розіграшу Кубка конфедерацій 2017 року, повністю відігравши в усіх матчах турніру і здобувши титул його переможця.
4 червня 2018 року був включений до заявки національної команди для участі у тогорічному чемпіонаті світу.
| Дата       | Місто                   | Господарі          | Результат               | Гості              | Турнір                               | Голи | Примітки        |
| ---------- | ----------------------- | ------------------ | ----------------------- | ------------------ | ------------------------------------ | ---- | --------------- |
| 29-5-2016  | Аугсбург                | Німеччина          | 1 – 3                   | Словаччина         | товариський матч                     | -    | 75'             |
| 21-6-2016  | Париж                   | Північна Ірландія  | 0 – 1                   | Німеччина          | ЧЄ 2016 - 1-й етап                   | -    |                 |
| 26-6-2016  | Лілль                   | Німеччина          | 3 – 0                   | Словаччина         | ЧЄ 2016 - 1/8 фіналу                 | -    | 46'             |
| 2-7-2016   | Бордо                   | Німеччина          | 1 – 1 д.ч. (7 - 6 п.п.) | Італія             | ЧЄ 2016 - чвертьфінал                | -    |                 |
| 7-7-2016   | Марсель                 | Німеччина          | 0 – 2                   | Франція            | ЧЄ 2016 - півфінал                   | -    |                 |
| 31-8-2016  | Менхенгладбах           | Німеччина          | 2 – 0                   | Фінляндія          | товариський матч                     | -    |                 |
| 4-9-2016   | Осло                    | Норвегія           | 0 – 3                   | Німеччина          | Відбір до ЧС 2018                    | 1    |                 |
| 8-10-2016  | Гамбург                 | Німеччина          | 3 – 0                   | Чехія              | Відбір до ЧС 2018                    | -    |                 |
| 11-10-2016 | Ганновер                | Німеччина          | 2 – 0                   | Північна Ірландія  | Відбір до ЧС 2018                    | -    |                 |
| 11-11-2016 | Серравалле              | Сан-Марино         | 0 – 8                   | Німеччина          | Відбір до ЧС 2018                    | -    |                 |
| 15-11-2016 | Мілан                   | Італія             | 0 – 0                   | Німеччина          | товариський матч                     | -    |                 |
| 22-3-2017  | Дортмунд                | Німеччина          | 1 – 0                   | Англія             | товариський матч                     | -    |                 |
| 26-3-2017  | Баку                    | Азербайджан        | 1 – 4                   | Німеччина          | Відбір до ЧС 2018                    | -    |                 |
| 6-6-2017   | Брондбю                 | Данія              | 1 – 1                   | Німеччина          | товариський матч                     | 1    |                 |
| 10-6-2017  | Нюрнберг                | Німеччина          | 7 – 0                   | Сан-Марино         | Відбір до ЧС 2018                    | -    |                 |
| 19-6-2017  | Сочі                    | Австралія          | 2 – 3                   | Німеччина          | Кубок Конфедерацій                   | -    |                 |
| 22-6-2017  | Казань                  | Німеччина          | 1 – 1                   | Чилі               | Кубок Конфедерацій                   | -    |                 |
| 25-6-2017  | Сочі                    | Німеччина          | 3 – 1                   | Камерун            | Кубок Конфедерацій                   | -    |                 |
| 29-6-2017  | Сочі                    | Німеччина          | 4 – 1                   | Мексика            | Кубок Конфедерацій                   | -    |                 |
| 2-7-2017   | Санкт-Петербург         | Чилі               | 0 – 1                   | Німеччина          | Кубок Конфедерацій                   | -    | 59' - 1-й титул |
| 1-9-2017   | Прага                   | Чехія              | 1 – 2                   | Німеччина          | Відбір до ЧС 2018                    | -    |                 |
| 4-9-2017   | Штутгарт                | Німеччина          | 6 – 0                   | Норвегія           | Відбір до ЧС 2018                    | -    |                 |
| 5-10-2017  | Белфаст                 | Північна Ірландія  | 1 – 3                   | Німеччина          | Відбір до ЧС 2018                    | 1    |                 |
| 8-10-2017  | Кайзерслаутерн          | Німеччина          | 5 – 1                   | Азербайджан        | Відбір до ЧС 2018                    | -    |                 |
| 10-11-2017 | Лондон                  | Англія             | 0 – 0                   | Німеччина          | товариський матч                     | -    |                 |
| 23-3-2018  | Дюссельдорф             | Німеччина          | 1 – 1                   | Іспанія            | товариський матч                     | -    |                 |
| 27-3-2018  | Берлін                  | Німеччина          | 0 – 1                   | Бразилія           | товариський матч                     | -    |                 |
| 2-6-2018   | Клагенфурт-ам-Вертерзеє | Австрія            | 2 – 1                   | Німеччина          | товариський матч                     | -    |                 |
| 8-6-2018   | Леверкузен              | Німеччина          | 2 – 1                   | Саудівська Аравія  | товариський матч                     | -    | 81'             |
| 17-6-2018  | Москва                  | Німеччина          | 0 – 1                   | Мексика            | ЧС 2018 - 1-й етап                   | -    |                 |
| 23-6-2018  | Сочі                    | Німеччина          | 2 – 1                   | Швеція             | ЧС 2018 - 1-й етап                   | -    |                 |
| 27-6-2018  | Казань                  | Південна Корея     | 2 – 0                   | Німеччина          | ЧС 2018 - 1-й етап                   | -    |                 |
| 6-9-2018   | Мюнхен                  | Німеччина          | 0 – 0                   | Франція            | Ліга націй УЄФА 2018-2019 - 1º turno | -    |                 |
| 9-9-2018   | Зінсгайм                | Німеччина          | 2 – 1                   | Перу               | товариський матч                     | -    |                 |
| 13-10-2018 | Амстердам               | Нідерланди         | 3 – 0                   | Німеччина          | Ліга націй УЄФА 2018-2019 - 1º turno | -    |                 |
| 16-10-2018 | Сен-Дені                | Франція            | 2 – 1                   | Німеччина          | Ліга націй УЄФА 2018-2019 - 1º turno | -    |                 |
| 15-11-2018 | Лейпциг                 | Німеччина          | 3 – 0                   | Росія              | товариський матч                     | -    |                 |
| 19-11-2018 | Гельзенкірхен           | Німеччина          | 2 – 2                   | Нідерланди         | Ліга націй УЄФА 2018-2019 - 1º turno | -    | 68'             |
| 20-3-2019  | Вольфсбург              | Німеччина          | 1 – 1                   | Сербія             | товариський матч                     | -    |                 |
| 24-3-2019  | Амстердам               | Нідерланди         | 2 – 3                   | Німеччина          | Відбір до ЧЄ 2020                    | -    |                 |
| 8-6-2019   | Борисов                 | Білорусь           | 0 – 2                   | Німеччина          | Відбір до ЧЄ 2020                    | -    |                 |
| 11-6-2019  | Майнц                   | Німеччина          | 8 – 0                   | Естонія            | Відбір до ЧЄ 2020                    | -    |                 |
| 6-9-2019   | Гамбург                 | Німеччина          | 2 – 4                   | Нідерланди         | Відбір до ЧЄ 2020                    | -    | 35'             |
| 9-9-2019   | Белфаст                 | Північна Ірландія  | 0 – 2                   | Німеччина          | Відбір до ЧЄ 2020                    | -    |                 |
| 9-10-2019  | Дортмунд                | Німеччина          | 2 – 2                   | Аргентина          | товариський матч                     | -    | cap. 11'        |
| 13-10-2019 | Таллінн                 | Естонія            | 0 – 3                   | Німеччина          | Відбір до ЧЄ 2020                    | -    |                 |
| 16-11-2019 | Менхенгладбах           | Німеччина          | 4 – 0                   | Білорусь           | Відбір до ЧЄ 2020                    | -    |                 |
| 19-11-2019 | Франкфурт-на-Майні      | Німеччина          | 6 – 1                   | Північна Ірландія  | Відбір до ЧЄ 2020                    | -    |                 |
| 10-10-2020 | Київ                    | Україна            | 1 – 2                   | Німеччина          | Ліга націй УЄФА 2020—2021 - 1-й етап | -    |                 |
| 13-10-2020 | Кельн                   | Німеччина          | 3 – 3                   | Швейцарія          | Ліга націй УЄФА 2020—2021 - 1-й етап | -    |                 |
| 25-3-2021  | Дуйсбург                | Німеччина          | 3 – 0                   | Ісландія           | Відбір до ЧС 2022                    | -    |                 |
| 28-3-2021  | Бухарест                | Румунія            | 0 – 1                   | Німеччина          | Відбір до ЧС 2022                    | -    | 90+3'           |
| 31-3-2021  | Дуйсбург                | Німеччина          | 1 – 2                   | Північна Македонія | Відбір до ЧС 2022                    | -    |                 |
| 2-6-2021   | Інсбрук                 | Німеччина          | 1 – 1                   | Данія              | товариський матч                     | -    |                 |
| 7-6-2021   | Дюссельдорф             | Німеччина          | 7 – 1                   | Латвія             | товариський матч                     | -    |                 |
| 15-6-2021  | Мюнхен                  | Франція            | 1 – 0                   | Німеччина          | ЧЄ 2020 - 1-й етап                   | -    | 7'              |
| 19-6-2021  | Мюнхен                  | Португалія         | 2 – 4                   | Німеччина          | ЧЄ 2020 - 1-й етап                   | -    |                 |
| 23-6-2021  | Мюнхен                  | Німеччина          | 2 – 2                   | Угорщина           | ЧЄ 2020 - 1-й етап                   | -    |                 |
| 29-6-2021  | Лондон                  | Англія             | 2 – 0                   | Німеччина          | ЧЄ 2020 - 1/8 фіналу                 | -    |                 |
| 2-9-2021   | Санкт-Галлен            | Ліхтенштейн        | 0 – 2                   | Німеччина          | Відбір до ЧС 2022                    | -    | cap. 82'        |
| 5-9-2021   | Штутгарт                | Німеччина          | 6 – 0                   | Вірменія           | Відбір до ЧС 2022                    | -    | 61'             |
| 8-9-2021   | Рейк'явік               | Ісландія           | 0 – 4                   | Німеччина          | Відбір до ЧС 2022                    | -    |                 |
| 8-10-2021  | Гамбург                 | Німеччина          | 2 – 1                   | Румунія            | Відбір до ЧС 2022                    | -    | Cap.            |
| 11-10-2021 | Скоп'є                  | Північна Македонія | 0 – 4                   | Німеччина          | Відбір до ЧС 2022                    | -    |                 |
| 4-6-2022   | Болонья                 | Італія             | 1 – 1                   | Німеччина          | Ліга націй УЄФА 2022—2023 - 1-й етап | 1    |                 |
| 7-6-2022   | Мюнхен                  | Німеччина          | 1 – 1                   | Англія             | Ліга націй УЄФА 2022—2023 - 1-й етап | -    |                 |
| 11-6-2022  | Будапешт                | Угорщина           | 1 – 1                   | Німеччина          | Ліга націй УЄФА 2022—2023 - 1-й етап | -    |                 |
| 14-6-2022  | Менхенгладбах           | Німеччина          | 5 – 2                   | Італія             | Ліга націй УЄФА 2022—2023 - 1-й етап | 1    |                 |
| 23-9-2022  | Лейпциг                 | Німеччина          | 0 – 1                   | Угорщина           | Ліга націй УЄФА 2022—2023 - 1-й етап | -    | 25'             |
| 26-9-2022  | Лондон                  | Англія             | 3 – 3                   | Німеччина          | Ліга націй УЄФА 2022—2023 - 1-й етап | -    | cap.            |
| 16-11-2022 | Маскат                  | Оман               | 0 – 1                   | Німеччина          | товариський матч                     | -    | 46'             |
| Усього     |                         | Матчів             | 71                      |                    | Голів                                | 5    |                 |

## Титули та досягнення
«Баварія»
- Чемпіон Німеччини: 2015-16, 2016-17, 2017-18, 2018-19, 2019-20, 2020-21, 2021-22, 2022-23, 2024–25
- Володар кубка Німеччини: 2015-16, 2018-19, 2019-20
- Володар Суперкубка Німеччини: 2016, 2017, 2018, 2020, 2021, 2022, 2025
- Переможець Ліги чемпіонів УЄФА: 2019-20
- Переможець Суперкубка УЄФА: 2020
- Переможець Клубного чемпіонату світу: 2020

Німеччина
- Чемпіон Європи (U-19): 2014
- Володар Кубка конфедерацій (1): 2017